# Transformisme (politique)
Pour les articles homonymes, voir Transformisme.
 (novembre 2018).
Si vous disposez d'ouvrages ou d'articles de référence ou si vous connaissez des sites web de qualité traitant du thème abordé ici, merci de compléter l'article en donnant les références utiles à sa vérifiabilité et en les liant à la section « Notes et références ».
Le transformisme est une pratique politique, apparue en Italie, qui consiste à réaliser des coalitions à l'intérieur du parlement. Elles regroupent des composantes de droite et de gauche appartenant à l'aile centriste de leur parti. Cette pratique contribue à l'affaiblissement voire à la suppression du rapport traditionnel dialectique entre la droite et la gauche. Ce phénomène est vu comme une des explications au désengagement des citoyens à la participation politique[réf. nécessaire].
L'initiateur de cette politique est Agostino Depretis[réf. nécessaire]. Toutefois, on voit des principes analogues au transformisme dans la pratique du connubio (mariage) de Cavour[réf. nécessaire]. Francesco Crispi et Giovanni Giolitti sont des figures célèbres de la stratégie du transformisme[réf. nécessaire].
Antonio Gramsci et Benedetto Croce ont fait des analyses sur le sujet[réf. nécessaire].

## Utilisation dans la théorie gramscienne
Le philosophe marxiste italien Antonio Gramsci a décrit le transformisme comme une stratégie pour empêcher la formation d'un mouvement ouvrier organisé en cooptant et en neutralisant ses idées et ses dirigeants au sein d'une coalition au pouvoir[réf. nécessaire]. Gramsci cite la tentative de Giovanni Giolitti de forger une alliance avec les travailleurs industriels du nord de l'Italie sous la bannière du protectionnisme comme un exemple de cette méthode. De ce fait, le transformisme est lié au processus de révolution passive par lequel le capitalisme peut être développé dans un pays particulier sans qu'il soit nécessaire de mobiliser ouvertement le peuple.

## Au Canada
S'appuyant sur les observations de Gramsci, l'historien canadien Ian McKay a suggéré que le transformisme a également joué un rôle important dans la politique canadienne. La coalition MacDonald-Cartier, la base du Parti conservateur, qui a dominé la politique fédérale canadienne pendant la majeure partie de la seconde moitié du XIXe siècle, et le Parti libéral, qui a dominé la politique canadienne pendant le XXe siècle, sont dépeints comme des exemples d'une variante canadienne de trasformismo.
Dans les années 1930, le professeur Frank Underhill de l'Université de Toronto a également soutenu que les deux principaux partis politiques du Canada, les libéraux et les conservateurs, fonctionnaient de manière similaire, en faisant avancer les mêmes politiques faisant appel à la même variété de partis politiques sectoriels / régionaux et d'intérêts de classe. Ce faisant, le Canada a perfectionné le système bipartite et marginalisé le libéralisme et le radicalisme. Underhill a soutenu que le résultat était une pauvreté omniprésente dans la culture politique canadienne. Ce n'est pas un hasard si Underhill a joué un rôle central dans la formation de la Fédération du Commonwealth coopératif, une coalition de travailleurs et d'agriculteurs née pendant la Grande Dépression, qui deviendra le premier parti fédéral à succès du Canada, le Nouveau Parti démocratique social-démocrate.